# Parlamentswahl auf den Malediven 2014
Die Parlamentswahl auf den Malediven 2014 (Parliamentary elections) war die 10. Parlamentswahl auf den Malediven. 

## Wahl
Die Wahl wurden am 22. März 2014 abgehalten. Die Progressive Party of Maldives und ihre Verbündeten gewannen 53 Sitze.
Die Wahl wurden nach den kontroversen Präsidentschaftswahl 2013 abgehalten, in denen Abdulla Yameen Mohamed Nasheed von der Maledivischen Demokratischen Partei (MDP) besiegte. Nach dieser Wahl feuerte der Oberste Gerichtshof den Vorsitzenden und den Stellvertretenden Vorsitzenden der Wahlkommission wegen Missachtung des Gerichts. Die MDP protestierte, entschied jedoch die Parlamentswahl nicht zu boykottieren.
Am Tag vor der Wahl forderte Qasim Ibrahim von der Jumhooree Party, dass der Oberste Gerichtshof die Wahl verschieben solle, weil die Wahlkommission noch nicht vollzählig sei. Diese Forderung wurde jedoch zurückgewiesen.
Die 85 Sitze in der Madschlis (Nationalversammlung) wurden in Wahlkreisen mit jeweils einem Kandidaten im Mehrheitswahlsystem (first-past-the-post voting) ermittelt. Die Madschlis wurde von 77 auf 85 Sitze vergrößert.

## Ergebnisse
Bei der Wahl wurden 240.652 Stimmen abgegeben. 2011 Stimmen waren ungültig.
| Partei                                  | Sitze |
| --------------------------------------- | ----- |
| Maledivische Demokratische Partei (MDP) | 26    |
| Progressive Party of Maldives (PPM)     | 33    |
| Jumhooree Party (JP)                    | 15    |
| Maldives Development Alliance           | 5     |
| Adhaalath Party (AP)                    | 1     |
| Dhivehi Rayyithunge Party (DRP)         | 0     |
| Unabhängige                             | 7     |